# Julen Jiménez
Julen Jiménez (Amorebieta-Echano, Vizcaya; 4 de agosto de 1994) es un actor de cine, teatro y televisión y bailarín español.

## Biografía
Nació en el municipio vizcaíno de Amorebieta-Echano en 1994. Se formó y diplomó en artes escénicas e interpretación en la Escuela de arte dramático Ánima Eskola de Bilbao (2012-2016), donde cursó los estudios superiores de arte dramático con David Valdelvira, Marina Shimanskaya y Algis Arlauskas, formándose como actor de método, bajo la metodología Stanislavsky-Vajtángov-M.Chéjov-Meyerhold (método ruso). También se formó en música y teoría musical con Roberto Bienzobas y en danza con Rakel Rodríguez. Cursó también formación en voz y oratoria con Alejandra Nóvoa.
Además se formó en técnica Grotowsky con el actor polaco Jaroslaw Bielski y en laboratorio teatral con Richard Sahagún. También se tituló en dirección de cine en la Escuela de Cine del País Vasco (2013-2015).
En el año 2016 protagonizó el cortometraje El Puente junto a Carmen Climent. En el año 2019 interpretó a Nancho Lopidana en la película El silencio de la ciudad blanca, dirigida por Daniel Calparsoro.
En el año 2016 participó en la producción teatral Cálidos y fríos, un montaje teatral en el Teatro Campos Elíseos, basado en relatos del dramaturgo ruso Antón Chéjov y dirigido por el director de escena David Valdelvira, que fue presentada en la semana del festival internacional FETABI, el festival de teatro universitario que se celebra anualmente en Bilbao.

## Filmografía

### Televisión
- 2020, Altsasu, dir. Asier Urbieta
- 2020, La línea invisible, dir. Mariano Barroso

### Cine
- 2018, El silencio de la ciudad blanca, dir. Daniel Calparsoro
- 2016, Un último capricho, dir. Joseba Hernández
- 2016, El puente, dir. Xabier Xalabardé
- 2016, Cinco minutos y medio, dir. Pablo Alonso
- 2015, Contacto desconocido, dir. Pablo Alonso
- 2013, Below, dir. Maria Zabala

### Teatro
- 2017, Proceso a Jesús, dir. Algis Arlauskas
- 2013-2017, Escrito en la piedra, dir. Algis Arlauskas[8]
- 2016, Carmen y Antonio, dir. Algis Arlauskas
- 2016, Cálidos y fríos, dir. David Valdelvira[6]
- 2016, Blancanieves, dir. Galder Pérez
- 2015, El primitivo auto sentimental (Lorca), dir. Marina Shimanskaya
- 2015, Relatos de Chejov, dir. David Valdelvira
- 2015, El guante, dir. David Valdelvira
- 2014-2016, El pabellón del olvido, dir. David Valdelvira

### Danza
- 2016, Il barbiere di Siviglia (Ópera), dir. Emilio Sagi, coreogr. Nuria Castejón
- 2016, Lucrezia Borgia (Ópera), dir. Francesco Bellotto, coreogr. Martín Ruiz
- 2012-2014, Bailando el silencio, dir. Rakel Rodríguez

### Ópera
- 2017, Andrea Chénier, dir. Alfonso Romero